# Л (слово ћирилице)
Л л (Л л; искошено: Л л) је тринаесто слово српске ћирилице. Л обично представља алвеоларни бочни апроксимант /л/. У словенским језицима може бити или палатализован или благо веларизован.
У зависности од тога како се употребљава у азбукама различитих језика, Л представља следеће гласове:
- алвеоларни латерални апроксимант /л/, као ⟨л⟩ у "липа"
- палатализовани алвеоларни бочни апроксимант /лʲ/
- веларизовани алвеоларни латерални апроксимант /ɫ/, попут изговора ⟨л⟩ у „маскенбал“
- звучни алвеоларни бочни фрикатив /ɮ/ и његов палатализовани еквивалент /ɮʲ/.

## Алографија
У неким фонтовима, ћирилично слово Л има [[графема|графему] која се може помешати са ћириличним словом П (П п). 
Имајте на уму да П има равну леву ногу, без куке.  Алтернативни облик слова Л је Ʌ ʌ, који се чешће користи у руском, украјинском, белоруском, бугарском, македонском и српском језику.

## Рачунарски кодови
| Знак                      | Л                          | Л                          | л                        | л                        |
| ------------------------- | -------------------------- | -------------------------- | ------------------------ | ------------------------ |
| Назив у Уникоду           | CYRILLIC CAPITAL LETTER EL | CYRILLIC CAPITAL LETTER EL | CYRILLIC SMALL LETTER EL | CYRILLIC SMALL LETTER EL |
| Врста кодирања            | децимална                  | хексадецимална             | децимална                | хексадецимална           |
| Уникод                    | 1051                       | U+041B                     | 1083                     | U+043B                   |
| UTF-8                     | 208 155                    | D0 9B                      | 208 187                  | D0 BB                    |
| Нумеричка референца знака | &#1051;                    | &#x41B;                    | &#1083;                  | &#x43B;                  |
| KOI8-R and KOI8-U         | 236                        | EC                         | 204                      | CC                       |
| Code page 855             | 209                        | D1                         | 208                      | D0                       |
| Code page 866             | 139                        | 8B                         | 171                      | AB                       |
| Windows-1251              | 203                        | CB                         | 235                      | EB                       |
| ISO-8859-5                | 187                        | BB                         | 219                      | DB                       |
| Macintosh Cyrillic        | 139                        | 8B                         | 235                      | EB                       |

## Слична слова
- Λ λ : Грчко слово Ламбда
- Љ љ : Ћириличко слово Љ
- Ӆ ӆ: Ћириличко слово Л са репом
- Ԓ ԓ : Ћириличко слово Л са куком'
- Ԯ ԯ : Ћириличко слово Л са силазницом
- L l : Латинично слово L
- Ł ł : Латинично слово L